# Sylvie Joye
Pour les articles homonymes, voir Joye.
Sylvie Joye est une historienne française.

## Biographie
Ancienne élève de l'École normale supérieure (promotion 1997), spécialiste des sociétés du Haut Moyen Âge occidental, maître de conférences en histoire médiévale à l'université de Reims-Champagne-Ardenne depuis 2007 et membre junior de l'Institut universitaire de France depuis 2012. 
En 2015, elle participe à l'émission Secrets d'Histoire consacrée à  Charlemagne, intitulée Sacré Charlemagne !, diffusée le 8 septembre 2015 sur France 2.

## Publications
- L'Europe barbare, 476-714, Armand Colin, 2010
- La femme ravie : le mariage par rapt dans les sociétés occidentales du Haut Moyen Âge, Turnhout, Brepols, coll. « Haut Moyen Âge » (no 12), 2012, 528 p. (ISBN 978-2-503-52899-1).
- Histoire dessinée de la France t. 5 : Qui est Charlemagne ? - De Pépin le Bref à Hugues Capet, bande dessinée illustrée par Damien Vidal, La Revue dessinée et La Découverte, 2020[4].